# NGC 5029
NGC 5029 este o galaxie eliptică situată în constelația Câinii de Vânătoare. A fost descoperită în 13 mai 1830 de către John Herschel. Se află la o distanță de 125,8 de megaparseci de Pământ.